# District hospitalier de Vaasa
Le district hospitalier de Vaasa (sigle VSHP) est un district hospitalier regroupant les municipalités de la région d'Ostrobotnie.

## Municipalités membres
Le district regroupe 13 communes,,:
- Kaskinen
- Korsnäs
- Kristiinankaupunki
- Laihia
- Luoto
- Maalahti
- Mustasaari
- Närpiö
- Pedersören kunta
- Pietarsaari
- Uusikaarlepyy
- Vaasa
- Vöyri

## Hôpitaux du district
- Hôpital central de Vaasa